# Церква Преображення Господнього (Рекшин)
Церква Преображення Господнього в Рекшині — парафія і храм Бережанського благочиння Тернопільської єпархії Православної церкви України в селі Рекшин Тернопільського району Тернопільської области.
Давня церква оголошена пам'яткою архітектури місцевого значення.

## Історія церкви
Найдавнішою святинею села Рекшин був дерев'яний храм Введення в храм Пресвятої Богородиці, половину якого придбали у жителів села Вербів. Іншу частину рекшинці добудували у 1733 році.
За часів радянської влади храм перебував в аварійному стані. У липні 1989 року о. Михайло Ковта відслужив Святу Літургію та відкрив храм. 7 липня 1992 року на околиці села освятили відновлену капличку. У 1994 році громада вирішила збудувати новий храм.
19 серпня 1998 року відбулося освячення новозбудованого храму Преображення Господнього. За ініціативи о. Романа Михна почали будувати фігуру Матері Божої, яку освятили 19 серпня 2008 року священники Бережанського району на чолі з деканом Іваном Сіверським.

## Парохи
- о. Михайло Ковта,
- о. Микола Пересада (1991—1992),
- о. Роман Михно (1992—2009),
- о. Ярослав Логодович (з 2009).